# Journey to the West: The Demons Strike Back
Série
Journey to the West: Conquering the Demons
(2013)
Pour plus de détails, voir Fiche technique et Distribution.
Journey to the West: The Demons Strike Back (西遊伏妖篇, Xī Yóu Fú Yāo Piān) est un film d'aventure réalisé par Tsui Hark et écrit par Stephen Chow. C'est la suite de Journey to the West: Conquering the Demons sorti en 2013 qui est réalisé, écrit et produit par Chow.
Le film sort en Chine le 28 janvier 2017 en 4-D, 4DX, 3D IMAX et 3D,. Il totalise 248,8 millions $ de recettes,, pour un budget de 63,9 millions $,,. et atteint la troisième place du box-office chinois de 2017.

## Synopsis
Le moine Tang Sanzang (Kris Wu) arrive dans une ville en Inde, précédé de sa réputation. Son maître le félicite d'être arrivé jusqu'en Inde et d'avoir retrouver les Sutras, et lui donne une auréole en récompense. Cette auréole, cependant, fonctionne mal et Tang se réveille dans un village d'artistes de cirque avec ses trois disciples : Sun Wukong (Lin Gengxin (en)), Zhu Bajie (Yang Yiwei), et Sha Wujing (Mengke Bateer). Tang encourage Sun Wukong à se produire devant les villageois, mais celui-ci refuse. Insistant, il énerve Sun Wukong en l'insultant de « mauvais singe » et ce-dernier se met à ravager le village. Les villageois terrifiés offrent alors au groupe de l'argent et de la nourriture pour continuer leur voyage, mais Sun Wukong continue de faire des ravages, propulsant Zhu Bajie et Tang dans les airs. Le soir venu, Tang fouette Sun Wukong pour sa désobéissance.
Le lendemain matin, Tang va chercher de l'eau pour le petit déjeuner au congee et passe devant une maison dont l'hôte, une belle femme très bien habillée (Wang Likun (en)), l'accueille avec ses compagnons pour prendre leur petit-déjeuner chez elle. Alors que Sun Wukong voit à travers ses vêtements qu'il s'agit de démons araignées, il les provoque délibérément, et ils montrent leur véritable forme d'araignées géantes. Pendant leur bataille, les démons se rassemblent pour former une énorme araignée. Sha Wujing tombe malade et se gonfle lentement comme un poisson après avoir absorbé le poison des araignées. Sun Wukong vainc l'araignée, et Tang intervient pour l'exorciser, mais Sun Wukong brise la tête du démon d'un seul coup. Tang est de nouveau agacé par la désobéissance de Sun Wukong et le fouette encore le soir venu. Plus tard cette nuit-là, Sun Wukong, en colère, discute avec les autres du projet de tuer Tang, mais les autres craignent les puissants pouvoirs de la paume de Bouddha de Tang. Tang écoute discrètement la conversation et prie Bouddha de l'aider, mais avoue aussi qu'il ne connaît pas les pouvoirs de la paume de Bouddha. Zhu Bajie l'entend et le dit à Sun Wukong, qui défie Tang au combat. Cependant, alors qu'il est sur le point de le frapper, un rayon de lumière venant des cieux aveugle Sun Wukong qui s'enfuit.
Le lendemain, ils arrivent dans la capitale du royaume de Biqiu, et un moine (Yao Chen (en)) arrive pour les accueillir et les emmener auprès du roi, un homme immature et infantile aimant jouer. Il ordonne à Tang de se produire devant lui mais celui-ci n'a pas les compétences d'un artiste martial. Sun Wukong devient alors un « modèle d'imitation » pour Tang afin qu'il puisse copier ses actions et exécuter des cascades pour le Roi. Cependant, il va trop loin et fait en sorte que Tang donnent plusieurs baffes au roi, qui le jette par terre. Tang demande à Sun Wukong de revenir et de s'excuser, mais Sun Wukong a en fait provoqué délibérément le roi pour que celui-ci révèle sa véritable forme de démon, Garçon rouge. Ils se battent et Sun Wukong bat le démon tout en libérant le vrai roi de Biqiu (Bao Bei'er (en)) de sa cage dissimulée sous le trône. Pour les récompenser, le roi leur offre une belle fille, Félicité (Lin Yun (en)), pour les accompagner dans leurs voyages. Alors que celle-ci danse pour eux, Tang se rappelle son ancien amour décédée, Duan (Shu Qi).
Le groupe repart sur la route lorsque Sun Wukong comprend que Félicité est en réalité un démon. Cependant, Tang ne le croit pas et ils partent visiter le village de Felicity. Sun Wukong s'énerve du manque de confiance de Tang et détruit le village durant la nuit, tuant tout le monde. Tang l'empêche cependant de tuer Félicité, et Sun Wukong se met à l'attaquer, mais Félicité avoue finalement qu'elle est réellement un démon, Esprit Os-blanc, et que le village entier était une illusion générée par elle. Sun Wukong grandit pour se transformer en un gorille géant et avale Tang. À ce moment, le moine et le Garçon rouge arrivent et voient que Sun Wukong est tombé dans leur piège.
Ils avaient délibérément envoyer Félicité avec eux pour provoquer des disputes entre Tang et Sun Wukong, pour que ce-dernier tue son maître. Cependant, Sun Wukong recrache Tang, car il avait compris le stratagème depuis le début et avait joué la comédie pour qu'ils révèlent leur véritable forme. Ils se battent et le moine créé une illusion de Bouddhas autour de Sun Wukong pour le combattre. Cependant, le vrai Bouddha utilise sa paume géante pour détruire tous les faux Bouddhas et révéler que le moine est en fait le vautour d'or immortel.
Après la bataille, Tang retourne chercher Félicité. Il n'a pas d'autre choix que de libérer son âme pour extirper tous les démons en elle. Quand Félicité demande à Tang s'il l'aime, Tang répond qu'il n'a qu'une seule personne dans son cœur. L'animosité entre Tang et Sun Wukong a finalement disparue, Sha Wujing éternue le poison et retrouve sa forme humaine, et tous continuent leur voyage vers l'Ouest à travers un désert.

## Fiche technique
- Titre original : 西遊伏妖篇, Xī Yóu Fú Yāo Piān
- Titre français : Journey to the West: The Demons Strike Back
- Réalisation : Tsui Hark
- Scénario : Stephen Chow et Lee Si-cheun
- Pays d'origine : Chine
- Société de production : Alibaba Pictures
- Format : Couleurs - 35 mm - 1,85:1 - Dolby Digital
- Genre : aventure, comédie, fantastique
- Durée : 109 minutes
- Dates de sortie :
  -  Chine : 28 janvier 2017
  -  Hong Kong : 28 janvier 2017

## Distribution
- Kris Wu[10] : Tang Seng
- Lin Gengxin[10] : Sun Wukong
- Yao Chen[10] : Jiu Gong/Vautour d'or immortel
- Lin Yun[10] : Esprit Os-blanc
- Yang Yiwei[10] : Zhu Bajie
- Mengke Bateer[10] : Sha Wujing
- Wang Likun[10] : Démon araignée
- Bao Bei'er[10] : le roi
- Wang Duo[10] : Zhu Bajie, l'homme de main
- Da Peng[10] : le prêtre taoïste
- Cheng Sihan[10] : le professeur de Tang dans son rêve
- Shu Qi[10] : Duan, caméo, dans les scènes de flashback et dans l'imagination de Tang
- Tsui Hark et Stephen Chow : employés de cinéma, caméo dans le générique de fin.

## Production
Le tournage commence en octobre 2015. Il s'agit de la première collaboration d'importance entre Stephen Chow et Tsui Hark. Ils n'avaient jamais travaillé ensemble avant que Tsui n'apparaisse dans le film The Mermaid de Chow pour un caméo durant le festival d'été de 2016. Chow écrit le scénario et est le producteur exécutif de la suite de Journey to the West: Conquering the Demons, et Tsui est à la réalisation. Les entreprises qui ont produit et/ou investi dans le film sont : China Film Group Corporation, Star Overseas, Hehe (Shanghai) Pictures, Xiangshan Zeyue Media, Shanghai Tao Piao Piao Entertainment, Wanda Media, Dadi Century Films (Beijing), Guangzhou JinYi Media Corporation, Zhejiang HengDian Entertainment, Tianjin Maoyan Culture Media (en), Maxtimes Culture (Tianjin) Films, Lianrui (Shanghai) Pictures, Frères Huayi, Shanghai New Culture Media Group, Dongshen (Shanghai) Pictures, Black Ant Shanghai Entertainment, Horgos Hehe Pictures, Horgos Lianrui Pictures, Wuxi Huichi Entertainment et Shanghai Mengchacha Entertainment Investment,.

## Sortie
Le film sort en Chine le 28 janvier 2017, date du début des vacances du Nouvel An chinois. En décembre 2016, Sony Pictures achète les droits de distribution pour les États-Unis, le Canada, le Royaume-Uni, l'Australie, la Nouvelle-Zélande et la plupart des pays d'Asie, comme Taïwan, Singapour, la Malaisie, Brunei, la Thaïlande, les Philippines, le Vietnam, le Laos, et le Cambodge. Il sort en même temps qu'en Chine le 28 janvier en Malaisie, au Vietnam, à Singapour, au Cambodge, en Australie et en Nouvelle-Zélande. Le Royaume-Uni et les États-Unis suivent le 3 février, avec l'Indonésie, les Philippines et la Thaïlande plus tard dans le mois.

### Promotion
La première bande-annonce de Journey to the West: Demon Chapter sort en Chine le 8 novembre 2016.

## Box office

### Pré-sortie
The Demons Strike Back dispose d'un budget de production de 440 millions de yuan (63,9 millions $) en plus de 140 millions de yuan supplémentaires (2 millions $) pour la promotion. Le film est très attendu en Chine par les amateurs de cinéma et les cinéphiles et un succès au box-office est anticipé, en partie grâce au grand succès du premier film,. De plus, en Chine, le film sort pendant la période du Nouvel An chinois, le moment le plus lucratif de l'année pour les films locaux. Les vacances, qui sont également connues sous le nom de « Festival du Printemps », constituent une période de sortie de films très convoitée dans le pays car des millions de spectateurs chinois - autant occasionnels qu'habitués - affluent dans les cinémas lors de ce qui est considéré comme la période cinématographique la plus animée de la planète,. Cependant, étant donné que la période est un moment stratégique pour lancer des films à gros budget, le film fait face à une grande concurrence. Neuf autres films locaux sortent le même jour tels que Kung Fu Yoga, Buddies in India, Duckweed, Le Village de non retour ou Boonie Bears: Entangled World,. Le film totalise 100 millions de yuan (14,54 millions $) de pré-vente de billets avant sa sortie, selon les distributeurs et les promoteurs, battant le précédent record détenu par le film The Mermaid de Chow.
La promotion du film insiste sur le fait qu'il est réalisé par Tsui Hark qui a également fait d'autres superproductions chinoises comme les deux récents La Bataille de la Montagne du Tigre et Détective Dee 2 : La Légende du Dragon des mers et également pour l'implication de Chow dans le projet, bien que la distribution ait reçu des critiques mitigées.

### Présence en salles
Le film sort le 28 janvier 2017 et totalise entre 345 et 360 millions de yuan (50 à 52 millions $) le premier jour. Les données du groupe de recherche Entgroup montrent que le film était présent sur 103 065 écrans et a fait 8,7 millions d'entrées le samedi, le jour le plus fréquenté dans les cinémas chinois. Il a ainsi cassé le record de la meilleure première journée pour un film local en Chine, détrônant le précédent record de The Mermaid et ses 270 millions de yuan tandis que celui de Fast and Furious 7 et ses 391 millions de yuan reste invaincu,. Avant cela, il totalise environ 10,45 millions de yuans (1,5 million $) depuis les pré-sorties de vendredi soir. Il remporte 209 millions de yuan (30,4 millions $) le deuxième jour, le dimanche, cumulant un total de 553 millions de yuan (80,3 millions $), certains chiffres donnant cependant 83 millions $. Il bat ainsi le record du meilleur premier week-end en Chine précédemment détenu par Star Wars, épisode VII : Le Réveil de la Force sortit un an plus tôt,. En IMAX, le film bat le record du meilleur premier jour avec 4,2 millions $ sur 390 écrans et du meilleur premier jour du Nouvel An chinois pour un film en IMAX. Il arrive troisième de tous les films, derrière Warcraft : Le Commencement et Fast and Furious 7. En deux jours, ses revenus totaux en IMAX totalisent 7,4 millions de dollars, le deuxième plus grand montant derrière celui du Réveil de la Force.
Ses revenus totaux dans le monde entier s'élève à 239,5 millions $, dont 232 millions $ uniquement pour le marché chinois à partir du 16 février 2017. Il est également le film le plus lucratif de la carrière de Tsui Hark et parmi les adaptations du roman La pérégrination vers l'Ouest.

## Réception
Sur Rotten Tomatoes, le film obtient le score de 63%, basé sur 8 critiques, avec une note globale de 5,9/10.
Le site RogerEbert.com donne au film une excellente critique et une note de 3/4. Il considère la collaboration entre Stephen Chow et Tsui Hark comme une « fusion digne de deux des personnalités les plus brillantes du monde du cinéma », et loue le film en disant qu'« Il y a plus d'imagination dans ce seul film que dans une suite de Fast and Furious ou une préquelle de Star Wars ». Hollywood Reporter donne une critique mitigée, louant le film pour ses séquences d'action et ses effets spéciaux, mais critiquant son scénario, sa narration et le développement des personnages. South China Morning Post critique aussi la performance des acteurs.